# Людино-година
Люди́ногоди́на (коротке позначення люд. год) — одиниця обліку відпрацьованого часу, що відповідає годині роботи однієї людини. Іноді зручно оцінити тривалість виконання роботи кількістю необхідних людиногодин, що дозволяє при плануванні простіше оцінювати чи змінювати кількість працівників та терміни виконання завдання. Таким чином, людиногодина є одиницею обліку трудовитрат і досить широко застосовується при плануванні графіка робіт з урахуванням часу їх виконання. Нормативні трудовитрати заздалегідь визначаються за допомогою хронометражу або розрахунком, як обернена величина до продуктивності праці.
Сумарні людиногодини є результатом множення кількості працівників на час, витрачений на виконання роботи. Тобто, робота має трудовитрати 40 людиногодин, якщо 1 особа виконує її за 40 годин; або 2 особи за 20 годин; або 4 особи за 10 годин і т. д.
За наявності нормативів витрат робочого часу можна заздалегідь оцінити обсяг часу, необхідного для виконання будь-якого завдання, а також оцінити витрати на реалізацію проєкту, вартість і тривалість реалізації або кількість працівників, необхідну для його завершення до наміченого терміну.
Людиногодина враховує лише час роботи, не враховуються відпустки, обідні перерви, хвороби співробітників та інший оплачуваний неробочий час.
Людиногодини є оцінкою тривалості виконання роботи за звичайних умов, а не системою розрахунків із працівниками. Основна сфера застосування — облік, планування та аналіз. Оцінка робіт у людиногодинах — важливий елемент у плануванні за методом «витрати-випуск».

## Інші одиниці
Для досить великих робіт використовують подібну одиницю «людинодень», яка характеризує роботу однієї людини протягом одного робочого дня незалежно від встановленої тривалості робочого дня. Для восьмигодинного робочого дня цей обсяг робіт зазвичай менший, ніж еквівалент восьми людиногодин, оскільки враховуються неминучі перерви, простої тощо.
Кількість людиногодин переводять в інші одиниці часу, зокрема, при складанні розкладу робіт та визначенні складу робочих груп. Однак це не є однозначним і залежить від кількох факторів, таких як робочий час на день, кількість робочих днів на місяць, середні значення показників хвороб та періодів відпусток працівників тощо.
Наприклад:
- Робочий день одного працівника триває 8 год при роботі в одну або дві зміни, але 7 год при роботі в 3 зміни.
- Робочий місяць одного працівника дорівнює 21 робочому дню для коротких періодів з невеликою чисельністю працівників, але для тривалої роботи з великою кількістю працівників застосовуються знижувальні коефіцієнти через необхідність резервувати час на лікарняні перерви та відпустки, зокрема, по догляду за дитиною.
- людинорік — використовують для дуже великих проєктів. Це обсяг роботи, яку людина виконує в середньому протягом року.

У Німеччині, наприклад, людинорік прирівняно до 1760 людиногодин (220 робочих днів на 8 годин без лікарняних). Статистика заробітної плати в Норвегії враховує робочий рік як 1950 годин (включно зі святковими днями).
Фактична кількість робочих годин на рік на одного працівника в країнах ОЕСР 2007 року варіювалася від 1389 годин у Нідерландах до 2316 годин у Південній Кореї.